# Torrente de Cinca (kommun i Spanien)
Torrente de Cinca är en kommun i Spanien.   Den ligger i provinsen Provincia de Huesca och regionen Aragonien, i den östra delen av landet, 400 km öster om huvudstaden Madrid. Antalet invånare är 1 321. Arean är 57 kvadratkilometer. Torrente de Cinca gränsar till La Granja d'Escarp, Massalcoreig, Fraga och Mequinenza. 
Terrängen i Torrente de Cinca är platt åt nordväst, men åt sydost är den kuperad.